# Saint-Léger (Manche)
Pour les articles homonymes, voir Saint-Léger.
Saint-Léger est une ancienne commune française du département de la Manche et de la région Normandie, associée à Saint-Jean-des-Champs depuis le 1er janvier 1973.

## Géographie
Saint-Léger est situé dans le sud-ouest du territoire de la commune de Saint-Jean-des-Champs, près de Saint-Aubin-des-Préaux et de Saint-Pierre-Langers.

## Toponymie
Le nom de la localité est attesté sous les formes Sanctum Ligerium en 1186, Sancti Leodegarii vers 1280.
La paroisse et l'église sont dédiées à Saint Léger, évêque d'Autun.

## Histoire
Un Robert de Saint-Léger était aux côtés de Guillaume le Conquérant à Hastings et reçu des biens dans le Sussex.
Saint-Léger eut pour seigneur Jean-Eustache Le Mercier de Cantilly (v. 1650-1733), également seigneur de Granville, de Saint-Ursin et du Mesnildrey et son épouse Françoise de Saint-Ouen (1661-1739), décédés sans postérité au manoir de la Sanguinière et qui furent inhumés dans l'église de Saint-Ursin.
En 1973, Saint-Jean-des-Champs (545 habitants en 1968) absorbe Saint-Léger (83 habitants) et Saint-Ursin (145 habitants),,, qui ont gardé le statut de communes associées.

## Administration
| Période                                                                                       | Période | Identité                         | Étiquette | Qualité      |
| --------------------------------------------------------------------------------------------- | ------- | -------------------------------- | --------- | ------------ |
| …1792                                                                                         | 1792…   | F. Delaroque                     |           |              |
| …1793                                                                                         | 1794…   | Nicolas Jean Le Coupé            |           | Propriétaire |
| …1794                                                                                         | 1797    | Jean Neveu                       |           |              |
| 1797                                                                                          | 1798    | Pierre Boistard                  |           |              |
| 1798                                                                                          | 1800    | Charles Ruel                     |           |              |
| 1800                                                                                          | 1826    | Nicolas Jean Le Coupé            |           | Propriétaire |
| 1826                                                                                          | 1833    | Charles Ruel Lacavée             |           |              |
| 1833                                                                                          | 1836    | Pierre Louis Le Coupé-Grainville |           | Propriétaire |
| 1836                                                                                          | 1840    | Jean Leneveu                     |           |              |
| 1840                                                                                          | 1852    | Victor Delancize                 |           |              |
| 1852                                                                                          | 1883    | Prosper Picot                    |           |              |
| 1888                                                                                          | 1896    | Clément Lecoufle                 |           |              |
| 1896                                                                                          | 1898    | Paul Dubufe                      |           |              |
| 1898                                                                                          | 1925    | Émile Decauville                 |           | Ingénieur    |
| 1925                                                                                          | 1939    | Albert-Frédéric Lefrant          |           |              |
| 1939                                                                                          | 1955    | Albert Delaroque                 |           |              |
| 1955                                                                                          | 1965    | Albert Lefrant                   |           |              |
| 1965                                                                                          | 1967    | Edmond Bernard                   |           |              |
| 1967                                                                                          | 1968    | Henri Donge                      |           |              |
| 1968                                                                                          | 1973    | Roger Hulin                      |           |              |
| Une partie des données est issue d'une liste établi par Jean Pouëssel et Jacqueline Thébault. |         |                                  |           |              |

| Période      | Période   | Identité            | Étiquette | Qualité                            |
| ------------ | --------- | ------------------- | --------- | ---------------------------------- |
| janvier 1973 | mars 2001 | Roger Hulin         |           |                                    |
| mars 2001    | mai 2020  | Jacqueline Thébault |           |                                    |
| mai 2020     | En cours  | Olivier Jean        |           | Conseiller en gestion d'entreprise |

## Démographie
Depuis 2004, les enquêtes de recensement dans les communes de moins de 10 000 habitants ont lieu tous les cinq ans (en 2008, 2013, 2018, etc. pour Saint-Jean-des-Champs et ses communes associées) et les chiffres de population municipale légale des autres années sont des estimations.
| 1793 | 1800 | 1806 | 1821 | 1831 | 1836 | 1841 |
| ---- | ---- | ---- | ---- | ---- | ---- | ---- |
| 217  | 179  | 211  | 301  | 215  | 213  | 303  |

| 1846 | 1851 | 1856 | 1861 | 1866 | 1872 | 1876 |
| ---- | ---- | ---- | ---- | ---- | ---- | ---- |
| 203  | 222  | 210  | 202  | 180  | 179  | 174  |

| 1881 | 1886 | 1891 | 1896 | 1901 | 1906 | 1911 |
| ---- | ---- | ---- | ---- | ---- | ---- | ---- |
| 154  | 152  | 138  | 134  | 114  | 113  | 105  |

| 1921 | 1926 | 1931 | 1936 | 1946 | 1954 | 1962 |
| ---- | ---- | ---- | ---- | ---- | ---- | ---- |
| 98   | 90   | 94   | 105  | 82   | 93   | 73   |

| 1968 | 1975 | 1982 | 1990 | 1999 | 2006 | 2011 |
| ---- | ---- | ---- | ---- | ---- | ---- | ---- |
| 83   | …    | …    | …    | …    | 92   | 99   |

| 2016 | 2021 | 2022 | - | - | - | - |
| ---- | ---- | ---- | - | - | - | - |
| 92   | 88   | 90   | - | - | - | - |

## Lieux et monuments
- Église Saint-Léger (XIIe, XIIIe – XVIIIe siècles) inscrite au titre des monuments historiques par arrêté du 16 mai 1994[14]. Elle abrite des fonts baptismaux du XVe et un christ en croix classés au titre objet aux monuments historiques[15], ainsi que des peintures murales du XIIIe, un maître-autel du XVIIe, une Vierge à l'Enfant du XVIIe, un tableau du XIXe allégorie de la Charité[2].
- Croix de cimetière du XVIIe siècle. Abattue lors de la Révolution, elle fut relevée aux frais personnels du maire vers 1830[2].